# Ochtendung
Ochtendung là một đô thị ở huyện Mayen-Koblenz bang Rheinland-Pfalz, phía tây nước Đức. Đô thị Ochtendung có diện tích 24,08 km².
Ochtendung có quan hệ kết nghĩa với:
- Caiazzo, Italia từ năm 1996.